# Liste der Straßennamen von Schwarzenbach an der Saale
Die Liste der Straßennamen von Schwarzenbach an der Saale bietet eine Übersicht über die Straßennamen der oberfränkischen Stadt Schwarzenbach an der Saale.
Neben dem Hauptort Schwarzenbach an der Saale gibt es die Ortsteile Albertsberg, Baumersreuth, Birken, Birkenbühl, Fletschenreuth, Förbau, Förmitz, Gottfriedsreuth, Götzmannsgrün, Hallerstein, Höferberg, Holzfeld, Lamitzgrund, Lamitzmühle, Langenbach, Martinlamitz, Nonnenwald, Posterlitz, Quellenreuth, Schieda, Schwingen, Seulbitz, Stobersreuth, Stollen, Tannenlohe und Völkenreuth. Geschichte bedeutsame Baudenkmäler finden sich in der Liste der Baudenkmäler in Schwarzenbach an der Saale. Im Einzugsgebiet der Stadt befinden sich die ehemaligen Dörfer Gettengrün und Hausgrün.
| Name/Jahr der Benennung/Geoposition | Namensherkunft | Lage | Bild              |
| ----------------------------------- | --- | --- | ----------------- |
| Adalbert-Stifter-Straße             | Adalbert Stifter (1805–1868), österreichischer Schriftsteller, Maler und Pädagoge, gehörte zu den bedeutendsten Autoren des Biedermeier | Wohnstraße, 101 m |                   |
| Alexander-von-Humboldt-Straße       | Alexander von Humboldt (1769–1859), Naturforscher ; vielfacher Ordensträger; Mitbegründer der Geographie als empirische Wissenschaft | Wohnstraße, 118 m |                   |
| Alte Schulgasse                     | Hinter der ehemaligen Schule, schmale Gasse, 94 m | Martinlamitz |                   |
| Am Dorfplatz                        | Zentrum des Ortes | Martinlamitz, Wohnstraße, 58 m                                                                                                 |                   |
| Am Frischenstein                    | Flurbezeichnung? | Wohnstraße, 261 m |                   |
| Am Hammeranger                      | Flurbezeichnung? | Wohnstraße, 607 m |                   |
| Am Mühlbach                         | schmale Gasse mit Brücken über die Lamitz; Obere Mühle in Martinlamitz bereits 1390 erwähnt, gehörte zum Kloster Himmelkron; die andere Mühle, 1502 erwähnt, gehörte mitsamt einem Hochofen und einem Hammer Fritz von Sparneck | Martinlamitz; schmale Gasse mit Brücke, 62 m                                                                                   |                   |
| Am Mühlengrund                      | Wohnstraße, entlang der Lamitz oberhalb der Straße Am Mühlbach | Martinlamitz; Wohnstraße, 257 m                                                                                                |                   |
| Am Schützenhaus                     | Schützenhaus in Schwarzenbach; errichtet 1874; am 9./10. Mai 1987 abgebrannt und Abriss; neu errichtet in der Schützenstr. 19 | Wohnstraße, 514 m |                   |
| Am Sportplatz                       | Sportplatz des FC Schwarzenbach/Saale | Wohnstraße, 217 m |                   |
| Am Wallgarten                       | Areal der abgegangenen Turmhügelburg Seuckenreuth | Wohnstraße, 426 m |                   |
| Am Wechselbühl                      | benannt nach einer Anhöhe im Wald südlich von Hallerstein | Hallerstein; Wohnstraße, 587 m                                                                                                 |                   |
| Amselweg                            | Amsel, Straße in der „Vogelsiedlung“ im Westen der Stadt | 83 m |                   |
| An den Steinkreuzen                 | Zwei Steinkreuze hier am Ortsrand Förbau, 16./17. Jh.; dazu existieren zahlreiche Sagen | Förbau; Wohnstraße, 326 m |                   |
| An der Heide                        | im Südwesten von Förbau, unterhalb des Haidberges mit der Ringwallanlage Förbau | Förbau; Wohnstraße, 226 m |                   |
| Anton-Richter-Weg                   | Anton Richter (1900–1962), deutscher Maler ; entstammte einer alteingesessenen Schwarzenbacher Familie aus der auch Jean Paul hervorging; 1958 Verleihung der Jean-Paul-Medaille für besondere Leistungen auf künstlerischen Gebiet | Wohnstraße, 558 m |                   |
| Ascher Straße                       | Asch, Aš | Wohnstraße, 66 m |                   |
| Aspergäßchen                        | Asper lat. rau, streng, holperig, uneben | Wohnstraße, 128 m |                   |
| Asternweg                           | Astern, Straße in der „Blumensiedlung“ im Süden der Stadt | verkehrsberuhigter Bereich, 102 m                                                                                              |                   |
| August-Bebel-Straße                 | August Bebel (1840–1913), Politiker und Mitbegründer der organisierten sozialdemokratischen Arbeiterbewegung | Kreisstraße, 453 m |                   |
| Bachgasse                           | | Wohnstraße, 171 m |                   |
| Bahnhofsplatz                       | Platz vor dem Bahnhof | Wohnstraße, 163 m |                   |
| Bahnhofstraße                       | Straße zum Bahnhof von der Altstadt her kommend | Kreisstraße, 30 km/h, 234 m |                   |
| Baugenossenschaftsstraße            | Die Baugenossenschaft Schwarzenbach/Saale eG wurde am 4. Januar 1910 gegründet und in diesem Viertel verschiedene Häuser errichtet; Bebauung der Baugenossenschaftsstraße aber erst 1921; letzter Neubau 1980 | Wohnstraße, 251 m |                   |
| Baumersreuth                        | Ortsteil Baumersreuth | |                   |
| Baumersreuther Weg                  | mit Auffahrt, 755 m | Weg nach Baumersreuth |                   |
| Beethovenstraße                     | Ludwig van Beethoven (1770–1827), Komponist, führte die Musik der Wiener Klassik zu ihrer höchsten Entwicklung | Wohnstraße, 138 m |                   |
| Bergstraße                          | Führt von der Marienstraße über dem Saaleufer recht steil am Hang hoch zur Förbauer Straße | Kopfsteinpflaster, 253 m |                   |
| Birken                              | Ortsteil Birken, kleine Ansiedlung westlich der Stadt; hier steht auch noch ein Birkenwäldchen; Station des Jean-Paul-Rundwanderweges; war bis in die Mitte des 20. Jh. Hinein eine beliebte Einkehrstätte mit Biergarten; Jean Paul traf sich dort häufig in seinem „Birken-Prater“, bestand somit mindestens seit 1791 | |                   |
| Birkenbühl                          | Ortsteil Birkenbühl, kleine Ansiedlung am Südufer der Förmitztalsperre | |                   |
| Birkenweg                           | | Wohnstraße im Süden von Martinlamitz; Wohnstraße, 215 m                                                                        |                   |
| Breslauer Straße                    | Breslau | Wohnstraße, 335 m |                   |
| Brunnengasse                        | | Erschließungsstraße des „Baumviertels“ (auch Gollersberg bzw. Hopfengarten genannt) im Nordwesten der Stadt, Wohnstraße, 884 m |                   |
| Brückenstraße                       | Brücke über die Saale, Neubau 2012, Vorgänger gab es schon seit sehr langer Zeit | Förbau; Wohnstraße mit Brücke, 355 m                                                                                           |                   |
| Buchenweg                           | Buche, in der „Baumsiedlung“ im Nordwesten der Stadt | mit Auffahrt, 493 m |                   |
| Christian-Heinrich-Sandler-Straße   | Schwarzenbacher Unternehmer, 1929–2009, geschäftsführender Gesellschafter der Sandler AG von 1952 bis 2009 | Kreisstraße, 1.493 m |                   |
| Cranachstraße                       | Maler und Grafiker, in der mundartlich genannten „Cranachersiedlung“ im Osten der Stadt | Wohnstraße, 139 m |                   |
| Dahlienweg                          | Dahlien, Straße in der „Blumensiedlung“ im Süden der Stadt | verkehrsberuhigter Bereich, 256 m                                                                                              |                   |
| Danziger Straße                     | Danzig | Wohnstraße, 252 m |                   |
| Dr.-August-Wild-Straße              | Dr August Wild; Schwarzenbacher Sanitätsrat und einer der Gründer der Baugenossenschaft Schwarzenbach/Saale 1910 | Wohnstraße, 177 m |                   |
| Drosselweg                          | Drossel, Straße in der „Vogelsiedlung“ im Westen der Stadt | Wohnstraße, 142 m |                   |
| Dürerstraße                         | Albrecht Dürer (1471–1528), Maler und Grafiker, im „Künstlerviertel“ – identisch bzw. angrenzend zur „Cranacher Siedlung“ | Wohnstraße, 123 m |                   |
| Ebertstraße                         | Friedrich Ebert (1871–1925), deutscher Sozialdemokrat und Politiker; erster Reichspräsident der Weimarer Republik 1919–1925 | Wohnstraße, 120 m |                   |
| Egerstraße                          | Eger | Förbau; Wohnstraße, 323 m |                   |
| Eichendorffstraße                   | Joseph von Eichendorff (1788–1857), Lyriker und Schriftsteller der deutschen Romantik | Wohnstraße, 155 m |                   |
| Eisenwerk                           | nach dem heute noch bestehenden Eisenwerk, erste urkundliche Erwähnung (als Hammerschmiede; Untere Mühle ?) im Jahre 1200 | Martinlamitz |                   |
| Emaillierwerk                       | heutige Firma EWM wurde 1903 als Eisen- und Emaillierwerk Martinlamitz vormals Anspach, Foerderreuther & Co. Gegründet | Martinlamitz; Wohnstraße, 103 m                                                                                                |                   |
| Epprechtsteinweg                    | Epprechtstein, in der „Fichtelgebirgssiedlung“ im Süden der Stadt | Wohnstraße, 151 m |                   |
| Erzgebirgsstraße                    | Erzgebirge | Förbau; Wohnstraße 143 m |                   |
| Eschenweg                           | Esche, in der „Baumsiedlung“ im Nordwesten der Stadt | Wohnstraße, 403 m |                   |
| Falkenweg                           | Falken, Straße in der „Vogelsiedlung“ im Westen der Stadt | Wohnstraße, 201 m |                   |
| Färberstraße                        | Färber, hier befand sich um 1900 die Färberei Richter, die Flussnähe nutzend, dieser Familie entstammt auch der Maler Anton Richter – verwandt mit Jean Paul | in der Altstadt parallel zur Saale verlaufend, Wohnstraße, 223 m                                                               |                   |
| Fasanenweg                          | Fasan, Straße in der „Vogelsiedlung“ im Westen der Stadt | Wohnstraße, 243 m |                   |
| Fichtelgebirgsstraße                | Fichtelgebirge | Förbau; Wohnstraße 716 m |                   |
| Fichtenweg                          | Fichte | Im Nordosten von Martinlamitz, Wohnstraße, 128 m                                                                               |                   |
| Finkenflugweg                       | Finken | Martinlamitz; Wohnstr. 407 m                                                                                                   |                   |
| Finkenweg                           | Finken, Straße in der „Vogelsiedlung“ im Westen der Stadt | Wohnstraße, 151 m |                   |
| Fleischgasse                        | Möglicherweise waren hier im Mittelalter Fleischbänke aufgebaut, später Sitz von Traditionsmetzgereien | Teil der Altstadt, verläuft vom Kirchberg zum heutigen Rathaus, schmale Gasse, 194 m                                           |                   |
| Fletschenreuth                      | Ortsteil Fletschenreuth | |                   |
| Fletschenreuther Weg                | kürzester Fußweg von Schwarzenbach nach Fletschenreuth über den Fletschenreuther Berg, beliebter Spazierweg; Fund eines Steinbeils aus der Altsteinzeit | Wohnstraße, 150 m |                   |
| Föhrenweg                           | Föhren | im Nordosten von Martinlamitz, Wohnstraße, 165 m                                                                               |                   |
| Förbau                              | Ortsteil Förbau | |                   |
| Förbauer Siedlung                   | | kleine Parallelstraße zur Förbauer Straße, 249 m                                                                               |                   |
| Förbauer Straße                     | Ausfallstraße nach Förbau | Wohnstraße, 970 m |                   |
| Förmitz                             | Ortsteil Förmitz, vermutlich alte Gründung der Slawen wegen der Endung auf -itz, Förmitz bedeutet Föhrenbach, so heißt auch der durchfließende Bach, der hier in die Förmitztalsperre mündet | |                   |
| Frankenstraße                       | | Landstraße (St2177), 866 m |                   |
| Frankenwaldstraße                   | Frankenwald | Förbau; Wohnstraße, 257 m |                   |
| Friedrich-Ebert-Straße              | Friedrich Ebert (1871–1925), Sozialdemokrat und Politiker; 1919–1925 erster Reichspräsident der Weimarer Republik | | Wohnstraße, 120 m |
| Friedrichstraße                     | | Wohnstraße, 271 m |                   |
| Fuchshügel                          | Flurbezeichnung? | Förbau; schmale Gasse, 27 m |                   |
| Gartenweg                           | | Martinlamitz; Wohnstraße, 101 m                                                                                                |                   |
| Georgstraße                         | | Wohnstraße, 135 m |                   |
| Gerhart-Hauptmann-Straße            | Gerhart Hauptmann (1862–1946); Dramatiker und Schriftsteller, erhielt 1912 den Nobelpreis für Literatur | Wohnstraße, 293 m |                   |
| Goethestraße                        | Johann Wolfgang von Goethe (1749–1832); Dichter und Naturwissenschaftler | Wohnstraße, 98 m |                   |
| Gollersberg                         | möglicherweise nach der am Anfang des Gollersberg gelegenen ehemaligen „Exportbierbrauerei Goller Bräu Karl Goller“ von 1855 bis 1977 | Wohnstraße, für KFZ gesperrt, 347 m                                                                                            |                   |
| Gottfriedsreuth                     | Ortsteil Gottfriedsreuth, erste urkundliche Erwähnung 1390 | |                   |
| Grüner Weg                          | Bezeichnung der außerörtlichen Straße von Martinlamitz nach Niederlamitz | Martinlamitz; Kreisstraße, Fahrräder verboten, 1.146 m                                                                         |                   |
| Götzmannsgrün                       | Ortsteil Götzmannsgrün | |                   |
| Götzmannsgrüner Straße              | in Förbau; nur im Ortsgebiet ausgebaut; alter Weg von Förbau nach Götzmannsgrün parallel zur Eisenbahnlinie und Saale | Förbau; Wohnstraße, 205 m |                   |
| Hainbergweg                         | in der „Fichtelgebirgssiedlung“ im Süden der Stadt; benannt nach dem gleichnamigen Berg Háj u Aše bei Aš (CZ) | Wohnstraße, 293 m |                   |
| Hallerstein                         | Ortsteil Hallerstein | |                   |
| Hallersteiner Straße                | in Förbau; alte Straße nach Hallerstein | Förbau; Wohnstraße, 253 m |                   |
| Heideweg                            | | Förbau; Wohnstraße, 250 m |                   |
| Heimstättensiedlung                 | Randstraße der „Vogelsiedlung“ im Westen der Stadt; nach „Heimstätte“: von Gläubigern geschützter Besitz von Wohneigentum und die Bindung des Eigentümers an den „Ausgeber“ (staatliche oder kommunale Einrichtung) zur Erreichung bestimmter bodenpolitischer Ziele (gesetzl. Vorkaufsrecht des „Ausgebers“, bei missbräuchlicher Verwendung Rückkaufsrecht usw.); das zugrunde liegende Reichsheimstättengesetz galt von 1920 bis 1992                                                                  | Wohnstraße, 289 m |                   |
| Hirschsteinweg                      | in der „Fichtelgebirgssiedlung“ im Süden der Stadt; nach dem gleichnamigen Berg Hirschstein | Wohnstraße, 30 km/h, 270 m |                   |
| Hofer Straße                        | Straße nach Hof | Staatsstraße (St2177), 464 m                                                                                                   |                   |
| Holzgartenstraße                    | Flurbezeichnung? | Wohnstraße, 530 m |                   |
| Hopfengarten                        | möglicherweise wurde hier Hopfen für die in der Nähe gelegenen Brauereien (Goller, Schübel) angebaut | Wohnstraße, 390 m |                   |
| Hundsrückweg                        | Weg zu dem dem Petersberg vorgelagerten Waldgebiet „Hundsrück“ – zwischen Martinlamitz und Pilgramsreuth gelegen | Martinlamitz; Wohnstraße, 136 m                                                                                                |                   |
| Hühnergäßchen                       | | schmale Gasse; 254 m |                   |
| Industriestraße                     | angeblich auf ausdrücklichen Wunsch eines dort ansässigen Unternehmers so genannt | Kreisstraße, 316 m |                   |
| Jahnstraße                          | Friedrich Ludwig Jahn („Turnvater Jahn“) 1778–1852; Pädagoge und Mitglied der Frankfurter Nationalversammlung; Initiator der deutschen Turnbewegung; in der Nähe liegt auch die Turnhalle der Geschwister-Scholl-Schule | Wohnstraße, 380 m |                   |
| Jean-Paul-Straße                    | Jean Paul (1763–1825); Schriftsteller (zwischen Klassik und Romantik); zog 1776–1779 nach Schwarzenbach/Saale, die Atmosphäre des protestantischen Landpfarrhauses (sein Vater war Pfarrer in Schwarzenbach und ist auch hier begraben) prägte seine Kindheit; Privatlehrer in Schwarzenbach von 1790 bis 1794, verfasste hier auch die Werke, denen er seinen literarischen Durchbruch verdankte; HNr. 5 : Gedenktafel für Jean Paul; Jean-Paul-Rundweg in Schwarzenbach und überörtlicher Jean-Paul-Weg | Wohnstraße, 94 m |                   |
| Kantstraße                          | Immanuel Kant (1724–1804): Philosoph der Aufklärung, einer der bedeuetnsten Träger der abendländischen Philosophie | Wohnstraße, 243 m |                   |
| Karlsbader Straße                   | Karlsbad, Karlovy Vary (CZ) | Wohnstraße, 98 m |                   |
| Karlstraße                          | | Wohnstraße, 227 m |                   |
| Kiebitzweg                          | Kiebitz, Straße in der „Vogelsiedlung“ im Westen der Stadt | schmale Gasse, 123 m |                   |
| Kirchberg                           | Weg von der Fleischgasse, vorbei am Evang.-Luth. Pfarramt bis zur Gumbertuskirche, auf einem steilen Berg gelegen | Wohnstraße, 77 m |                   |
| Kirchenlamitzer Straße              | Straße nach Kirchenlamitz | |                   |
| Kirchstraße                         | in Förbau; verläuft hinter der dortigen Kirche | Förbau |                   |
| Kornbergstraße                      | Kornberg, Straße von Martinlamitz bis zum Gipfel des Großen Kornbergs; ab dem Wanderparkplatz für den öffentlichen Verkehr gesperrt („Turmallee“, 3.200 m lang) | Martinlamitz; Wohnstraße, 826 m                                                                                                |                   |
| Kornblumenweg                       | Kornblumen, Straße in der „Blumensiedlung“ im Süden der Stadt | verkehrsberuhigter Bereich, 505 m                                                                                              |                   |
| Kreuzsteinweg                       | Kreuzstein, in der „Fichtelgebirgssiedlung“ im Süden der Stadt; nach dem gleichnamigen Berg bei Hallerstein | Wohnstraße, 124 m |                   |
| Krokusweg                           | Krokus, Straße in der „Blumensiedlung“ im Süden der Stadt | verkehrsberuhigter Bereich, 93 m                                                                                               |                   |
| Krummer Weg                         | in der Fletschenreuther Siedlung von der Hofer Straße herkommend; gebogene, fast rechtwinklig verlaufende Straße | Wohnstraße, 367 m |                   |
| Königsberger Straße                 | nach der Stadt Königsberg in Ostpreußen | |                   |
| Kösseineweg                         | Kösseine, in der „Fichtelgebirgssiedlung“ im Süden der Stadt; nach dem gleichnamigen Berg | Wohnstraße, 118 m |                   |
| Lamitzmühle                         | Ortsteil Lamitzmühle, ca. 2 km östlich der Stadtmitte an der B 289; besteht heute fast ausschließlich aus den Gebäuden der Sandler AG; zuvor als Mahlmühle mit 3 Gängen und 2 oberschlächtigen Wasserrädern, Schneidmühle sowie Wohn- und Nebengebäude; 1828 neu erbaut | |                   |
| Lamitzsteig                         | Fußweg entlang der Lamitz von Schwarzenbach nach Martinlamitz | Wohnstraße, 294 m |                   |
| Langenbach                          | Ortsteil Langenbach, Dorf (56 EW); erstmalige Erwähnung 1390 | |                   |
| Langenbacher Straße                 | kleine Verbindungsstraße nach Langenbach | Martinlamitz; im Ortsgebiet Wohnstraße, 232 m                                                                                  |                   |
| Lerchenweg                          | Lerchen, Straße in der „Vogelsiedlung“ im Westen der Stadt | Wohnstraße, 172 m |                   |
| Lessingstraße                       | Gotthold Ephraim Lessing (1729–1781); Dichter der Aufklärung | Wohnstraße, 188 m |                   |
| Lindenweg                           | Linden, in der „Baumsiedlung“ im Nordwesten der Stadt | Wohnstraße, 254 m |                   |
| Lohbachstraße                       | | Wohnstraße, 692 m |                   |
| Lorenz-Summa-Straße                 | Lorenz Summa; alteingesessene Schwarzenbacher Familie; 1856 Gründung einer Firma in Schwarzenbach/Saale, 1889 Abwanderung nach Oberkotzau | Wohnstraße, Sackgasse, 167 m                                                                                                   |                   |
| Ludwigstraße                        | Hauptstraße der westlich der Saale gelegenen Stadtteile; vom Marktplatz unterhalb der Gumbertuskirche bis zur Saalebrücke; häufiger Straßenname v. a. in Bayern; vermutlich benannt nach König Ludwig II. von Bayern (1845–1886); König von Bayern 1864–1886; leidenschaftlicher Schloßbauherr (Neuschwanstein, Herrenchiemsee, Linderhof) | Kreisstraße, 269 m |                   |
| Luisenburgweg                       | Luisenburg, in der „Fichtelgebirgssiedlung“ im Süden der Stadt; nach dem gleichnamigen Berg; | Wohnstraße, 265 m |                   |
| Lupinenweg                          | Lupinen, Straße in der „Blumensiedlung“ im Süden der Stadt | Wohnstraße, 253 m |                   |
| Mainstraße                          | Fluss Main | Förbau; Wohnstraße, 82 m |                   |
| Marienstraße                        | führt auf den Marienberg, dort Ursprung der Stiftung Marienberg (gehört heute zur Diakonie Hochfranken); 1853 als „Rettungshaus Marienberg“ gegründet, danach Kinderheim; 1963 Sonderschule für Lernbehinderte und heilpädagogisches Kinderheim | Wohnstraße mit Auffahrt, 723 m                                                                                                 |                   |
| Marktplatz                          | Marktplatz (Städtebau), Schwarzenbach/Saale erhielt 1610 das Marktrecht von Markgraf Christian; hier wurde wahrscheinlich der Markt abgehalten | |                   |
| Martin-Luther-Straße                | Martin Luther (1483–1546); theologischer Urheber der Reformation, in der „Cranacher Siedlung“ | Wohnstraße, 335 m |                   |
| Martinlamitz                        | Ortsteil Martinlamitz | |                   |
| Martinlamitzer Straße               | Straße nach Martinlamitz; Bahnbrücke | Kreisstraße, 1569 m |                   |
| Max-Reger-Straße                    | Max Reger (1873–1916); Komponist, Organist, Pianist und Dirigent | Wohnstraße, 110 m |                   |
| Meisenweg                           | Meisen, in der „Vogelsiedlung“ im Westen der Stadt | Wohnstraße, 103 m |                   |
| Mittelschieda                       | kleines Dorf südlich von Schwarzenbach/Saale im Wald gelegen; Teile gehören zur Stadt Kirchenlamitz | |                   |
| Mozartstraße                        | Wolfgang Amadeus Mozart (1756–1791); Komponist der Wiener Klassik, seine Werke gehören zu den bedeutendsten der klassischen Musik | Wohnstraße, 154 m |                   |
| Mühlgasse                           | nahe der ehemaligen Mühle (Mühlgraben vom Steinbach abgeleitet) | Martinlamitz; schmale Gasse, 122 m                                                                                             |                   |
| Münchberger Straße                  | Straße nach Münchberg; mündet nach ca. 2 km in die B 289 (Umgehung von Schwarzenbach/Saale) ein | Kreisstraße, innerhalb des Stadtgebietes 130 m                                                                                 |                   |
| Naabstraße                          | Fluss Naab | Förbau; Wohnstraße, 64 m |                   |
| Neue Gasse                          | | verbindet die Münchberger Straße mit der „Vogelsiedlung“ bzw. Würschum                                                         |                   |
| Neue Siedlung                       | | Martinlamitz; Wohnstr., 163 m                                                                                                  |                   |
| Neue Straße                         | | Martinlamitz; Wohnstr., 100 m                                                                                                  |                   |
| Niederlamitzer Straße               | Landstraße von Martinlamitz nach Niederlamitz | Martinlamitz; 274 m |                   |
| Nonnenwald                          | Ortsteil Nonnenwald, der Name stammt vom Ursprung des Ortes als Besitz des Hofer Klarissenklosters | |                   |
| Nonnenwalder Straße                 | Verbindungsstraße von Martinlamitz nach Nonnenwald | Martinlamitz; 2.218 m |                   |
| Nußhardtweg                         | Nußhardt, in der „Fichtelgebirgssiedlung“ im Süden der Stadt; nach dem gleichnamigen Berg | Wohnstraße, 150 m |                   |
| Obere Angergasse                    | Anger bedeutet meist grasbewachsenes Land oder Dorfplatz im Gemeinbesitz aller Bewohner des Ortes | links der Bahnlinie; kurzes Stück parallel zur Kirchenlamitzer Straße, Wohnstraße, 100 m                                       |                   |
| Ochsenkopfweg                       | Ochsenkopf, in der „Fichtelgebirgssiedlung“ im Süden der Stadt; nach dem gleichnamigen Berg | Wohnstraße, 218 m |                   |
| Ottostraße                          | benannt nach dem Vornamen Otto (ahd. ot bedeutet Besitz, Erbe), der von vielen weltlichen und kirchlichen Herrschern getragen wurde; z. B. Otto I. („der Große“) (912–973), dt. König (936–973) und röm-dt. Kaiser (seit 962) oder Otto I. von Bayern (1848–1916), König von Bayern (1886–1916) | in der Altstadt westlich der Saale, schmale Gasse; 79 m                                                                        |                   |
| Pestalozzistraße                    | Johann Heinrich Pestalozzi (1764–1827): Schweizer Pädagoge und Schulreformer; nach ihm wurden viele Schulen benannt, auch die Schwarzenbacher Geschwister-Scholl-Schule liegt in unmittelbarer Nähe | |                   |
| Pilgramsreuther Straße              | führt von Martinlamitz über den Petersberg als nicht asphaltierte Forststraße nach Pilgramsreuth | Martinlamitz; im Ortsbereich Wohnstraße, 1.174 m (asphaltiert)                                                                 |                   |
| Posterlitz                          | Ortsteil Posterlitz, Weiler (4 EW); in einem Seitental bei Seulbitz gelegen; die Posterlitzmühle (bis 1938 als Getreidemühle im Einsatz), wurde vor 1790 erbaut | |                   |
| Quellenreuth                        | Ortsteil Quellenreuth, Dorf (35 EW) östlich von Schwarzenbach; erste Erwähnung 1353; in der Nähe noch nicht erklärbare Steinreihe (ähnlich der 12 Apostel bei Langenbach im Frankenwald) | |                   |
| Rehauer Straße                      | alte Straße nach Rehau, im Stadtzentrum beginnend | Wohnstraße mit Auffahrt und Eisenbahnunterführung, 1.269 m                                                                     |                   |
| Richard-Wagner-Straße               | Wilhelm Richard Wagner (1813–1883): Komponist, Dramatiker, Dichter, Schriftsteller, Theaterregisseur und Dirigent; Gründer der Bayreuther Festspiele | Wohnstraße, 447 m |                   |
| Ringstraße                          | führt in ringform durch die nordöstliche Siedlung von Förbau | Förbau; Wohnstraße, 725 m |                   |
| Robert-Koch-Straße                  | Robert Koch (1843–1910): Mediziner und Mikrobiologe; 1905 Nobelpreis für Physiologie oder Medizin | Wohnstraße, 121 m |                   |
| Roseggerstraße                      | Peter Rosegger (1843–1918); österreichischer Schriftsteller und Poet | Wohnstraße, 121 m |                   |
| Rosenweg                            | Rosen | Martinlamitz; Wohnstraße, 125 m                                                                                                |                   |
| Rudolf-Diesel-Straße                | Rudolf Diesel (1858–1913), Ingenieur und Erfinder des Dieselmotors | Straße im Industriegebiet im Nordosten der Stadt, parallel zur B 289; Wohnstraße, 465 m                                        |                   |
| Röhricht                            | Röhricht: Biotoptyp und Pflanzengemeinschaft im Flachwasser- und Uferbereich von Gewässern; da sich heute kein Gewässer in der Nähe befindet, kann es sich nur um ein ehemaliges Gewässer nahe dieser Stelle handeln | kurzes Verbindungsstück von der Martinlamitzer Straße zur Königsberger Straße (Fortführung); Wohnstraße, 162 m                 |                   |
| Schillerstraße                      | Johann Christoph Friedrich von Schiller (1759–1805): Dichter, Philosoph und Historiker; seine Balladen zählen zu den bekanntesten deutschen Gedichten | Wohnstraße, 339 m |                   |
| Schlachthofstraße                   | hier befand sich der Schlachthof; bereits seit vielen Jahren geschlossen; jetzt im Besitz der Stadtwerke | Wohnstraße, 141 m |                   |
| Schloßgasse                         | links der Saale, gegenüber der Kirche, am Ende Übergang in einen Feldweg; benannt nach dem abgegangenen Rittergut Förbau, Erwerb und Abriss durch die öffentliche Hand im Zuge des Baues der Förmitztalsperre | Förbau; Wohnstraße (Sackgasse), 261 m                                                                                          |                   |
| Schneebergweg                       | Schneeberg, in der „Fichtelgebirgssiedlung“ im Süden der Stadt | Wohnstraße, 149 m |                   |
| Schneidersberg                      | vermutlich nach einem ehemaligen Flurbesitzer? | Wohnstraße, 107 m |                   |
| Schneidmühlstraße                   | benannt nach dem Sägwerk des Bauunternehmens Wild aus Schwarzenbach; die Produktion wurde in den 1970er Jahren eingestellt | Wohnstraße, 186 m |                   |
| Schustergasse                       | versteckt liegender Weg in der Innenstadt von Schwarzenbach; möglicherweise waren dort mal ein oder mehrere Schuster ansässig | Wohnstraße, 82 m |                   |
| Schwalbenweg                        | Schwalben, in der „Vogelsiedlung“ im Westen der Stadt | Wohnstraße, 353 m |                   |
| Schwarzenbacher Straße              | Landstraße links der Saale nach Schwarzenbach | Förbau, Landstraße (St 2177), 1.856 m                                                                                          |                   |
| Schwingen                           | Ortsteil Schwingen, Dorf nordöstlich von Schwarzenbach | |                   |
| Schwingener Weg                     | führt aus dem östlichen Wohngebiet über das Industriegebiet Nord – dort als Industriestraße bezeichnet – zur B289; in seiner Weiterführung jenseits der Bundesstraße führt er nach Schwingen | Kreisstraße, 260 m |                   |
| Schäfereiweg                        | zum Rittergut Schwarzenbach gehörte eine Schäferei bei der Lamitzmühle; würde man diesen Straßenverlauf in Luftlinie weiter verfolgen, gelangt man zur Lamitzmühle (ca. 1 km) | Kreisstraße, 326 m |                   |
| Schübelsgasse                       | in der Altstadt gelegen; es gab und gibt in Schwarzenbach mehrere Familien mit dem Namen Schübel; am bedeutendsten: Theodor Schübel (1925–2012); Schriftsteller, Ehrenbürger der Stadt; entstammt einer Brauereifamilie; die Schübel-Bräu GmbH, aus der dieser wohl stammt, existierte in unmittelbarer Nähe von 1852 bis 1974 (neben der bereits erwähnten Brauerei Goller) | Fußweg, 57 m |                   |
| Schützenstraße                      | führt von der Altstadt zum ehemaligen bzw. neuen Schützenhaus | Wohnstraße, 783 m |                   |
| Seerosenweg                         | Seerosen, Straße in der „Blumensiedlung“ im Süden der Stadt | verkehrsberuhigter Bereich, 72 m                                                                                               |                   |
| Selkenreuther Straße                | Schwarzenbach entstand ursprünglich aus zwei Ansiedlungen: Selkenreuth (rechts der Saale) mit kleiner Wasserburg (Urzelle) und „Swarzinbach“ mit der Kirche; 1610 wurde das Dorf „Selkenreuth“ von Schwarzenbach „einverleibt“ (im Rahmen der Verleihung des Marktrechts); dieses ehemalige Dorf ist somit jetzt (ohne bauliche Auffälligkeiten) im Stadtgebiet nahtlos aufgegangen | Förbau; Wohnstraße, 388 m |                   |
| Seulbitz                            | Ortsteil Seulbitz, Dorf mit Bahnhaltestelle (133 EW) ca. 4–5 km westlich von Schwarzenbach; erstmalige Erwähnung 1332/1340 | Seulbitz |                   |
| Seulbitzer Straße                   | Landstraße von Förbau nach Seulbitz | Förbau |                   |
| Siebensternstraße                   | Siebenstern | Förbau; Wohnstraße, 524 m |                   |
| Spinnereisiedlung                   | Werkwohnungen der ehemaligen Spinnerei und Weberei Schwarzenbach AG; Gründung dieser 1909 als „J. C. Raethel AG“ in Hof; 1920 Sitzverlegung wie erwähnt; schon lange geschlossen und abgerissen | Wohnstraße, 337 m |                   |
| Spitalstraße                        | an der Ost- und Nordseite am Friedhof verlaufend; früher Standort des ehemaligen Krankenhauses Schwarzenbach; jetzt abgerissen (geschotterter Parkplatz für das „Haus Saalepark“); in den 1960/70er Jahren geschlossen, danach Nutzung für den ärztlichen Kreisverband Hof (Labor) | Wohnstraße, 425 m |                   |
| Steinbachstraße                     | Steinbach, führt entlang des Steinbachs der in den nördlichen Kornbergwälder entspringt und in Martinlamitz in die Lamitz mündet | Martinlamitz; Wohnstraße; mit Brücke, 1.182 m, Fortsetzung als Pilgramsreuther Straße                                          |                   |
| Stelzenweg                          | Stelzen, in der „Vogelsiedlung“ im Westen der Stadt | 128 m |                   |
| Stettiner Straße                    | nach der Stadt Stettin | Wohnstraße, 293 m |                   |
| Stobersreuth                        | Ortsteil Stobersreuth, Dorf (43 EW) an der B289, ca. 2 km westlich der Stadt gelegen | |                   |
| Strobelsgasse                       | kleiner Weg parallel zur Hofer Straße, führt durch einen Torbogen; da kein historisch bedeutender Namensträger in Schwarzenbach feststellbar ist, vermutlich nach einem früheren Besitzer so genannt | Schmale Gasse, 92 m |                   |
| Tannenweg                           | Tannen | Martinlamitz, Wohnstraße, 153 m                                                                                                |                   |
| Tulpenweg                           | Tulpen, Straße in der „Blumensiedlung“ im Süden der Stadt | Wohnstraße, 193 m |                   |
| Uhlandstraße                        | Ludwig Uhland (1787–1862), Dichter, Literaturwissenschaftler | im Wohngebiet östlich der Kernstadt, Wohnstraße, 193 m                                                                         |                   |
| Ulmenweg                            | Ulmen | Martinlamitz |                   |
| Untere Angergasse                   | läuft parallel zur und unterhalb der „Oberen Angergasse“ | Wohnstraße, 100 m |                   |
| Unterer Förbauer Weg                | Fußweg nach Förbau entlang der Saale | Schotterweg, 183 m |                   |
| Veilchenweg                         | Veilchen, Straße in der „Blumensiedlung“ im Süden der Stadt | Wohnstraße, verkehrsberuhigter Bereich, 117 m                                                                                  |                   |
| Veit-Stoß-Straße                    | Veit Stoß (1447–1533); Bildhauer und -schnitzer der Spätgotik | im Wohngebiet östlich der Kernstadt, Wohnstraße, 145 m                                                                         |                   |
| Völkenreuth                         | Ortsteil Völkenreuth | |                   |
| Waldsteinweg                        | Waldstein, in der „Fichtelgebirgssiedlung“ im Süden der Stadt | Wohnstraße, 126 m |                   |
| Wilhelmstraße                       | | Wohnstraße mit Kopfsteinpflaster; 244 m                                                                                        |                   |
| Würschum                            | Flurbezeichnung – nach Bruno Hager ein nach dem Wortlaut eingedeutschter vormals slawischer Gebietsname. Andere Theorien fassen den Namen als Personenvor- oder nachnamen auf. | 362 m |                   |
| Zeppelinstraße                      | Ferdinand von Zeppelin (1838–1917); Graf, General der Kavallerie, und Begründer des Starrluftschiffbaus | Straße in der Innenstadt; 282 m                                                                                                |                   |
| Ziegelhüttenweg                     | Ziegelhütte | |                   |
| Zum Lamitzgrund                     | Lamitz | |                   |
| Zum Schwarzbach                     | | |                   |